# Kościół Wniebowzięcia Najświętszej Maryi Panny w Podjeninie
Kościół pw. Wniebowzięcia Najświętszej Maryi Panny w Podjeninie – katolicki kościół filialny znajdujący się w Podjeninie (powiat gorzowski). Przynależy do parafii św. Jana Chrzciciela w Bogdańcu.

## Architektura
Świątynia zbudowana w 1865 na planie prostokąta, murowana z cegły ceramicznej, z  wyodrębnionym prezbiterium i wieżą zwieńczoną strzelistym hełmem. Posiada interesujący układ przestrzenny wnętrza z  emporami oraz  zachowanymi w  znacznej mierze neogotyckimi detalami architektonicznymi i rzeźbiarskimi. Remontowany w 1913 i 2014.

## Otoczenie
Świątynię otacza czynny cmentarz ze starą kwaterą ewangelicką.